# Едит Уортън
Едит Уортън (на английски: Edith Wharton) е американска поетеса, драматург и писателка на произведения в жанра драма, любовен роман и документалистика. Тя е първата жена, удостоена с наградата „Пулицър“ през 1921 г.

## Биография и творчество
Едит Нюболд Уортън е родена на 24 януари 1862 г. в Ню Йорк, САЩ, в богатото семейство на Джордж Джоунс и Лукреция Ринеландер. Има двама братя. След Гражданската война, в периода 1866-1872 г., семейството ѝ пътува във Франция, Италия, Германия и Испания. По време на пътуванията си тя изучава френски, немски и италиански, обучавана от частни учители и гувернантки. Чете и много книги. След завръщането си в САЩ прекарва зимата в Ню Йорк, а летата в Нюпорт, Роуд Айлънд.
Започва да пише и разказва истории от ранна възраст, пише и поезия. Първата ѝ публикация е превод на немската поема „Какво казват камъните“ от Хайнрих Карл Бругш. Първите ѝ стихотворения са публикувани през 1878 г. в частно издание, а през 1880 г. 5 нейни стихотворения са публикувани анонимно в „Атлантик Монтли“. Въпреки таланта си не е насърчена от семейството или от социалния си кръг, и въпреки че продължавала да пише, не публикува нищо докато стихотворението ѝ „Последният Джустиниани“ е публикувано в списание „Scribner's“ през 1889 г.
През 1880-те години тя изпълнява социалните си задължения към семейството и не пише. През 1881 г., заради влошеното здраве на баща ѝ, семейството се установява в Европа, но през 1882 г. той умира от инсулт в Кан. Майка ѝ се мести в Париж и живее там до смъртта си през 1901 г.
На 29 април 1885 г. се омъжва за Едуард Уортън, богат бостънски банкер. Установяват се в Нюпорт, а през 1897 г. в Ню Йорк. В периода 1886-1897 г. пътуват в Италия, Париж и Англия, Мароко и Егейските острови. От края на 80-те съпругът ѝ страда от остра депресия. Те прекратяват пътуванията си и от 1902 г. живеят в имота си „Хълмът“ в Ленъкс. През 1908 г. психичното състояние на съпруга ѝ става нелечимо. Тя започва връзка с Мортън Фулъртън, журналист на „Таймс“. През 1913 г. се развежда с Едуард Уортън.
По време на пътуването си по Егейските острови си води дневник. През 1888 г. той е издаден като първата ѝ документална книга – пътеписа „The Cruise of the Vanadis“.
Първият ѝ роман „The Touchstone“ е издаден през 1900 г., след активно започва да пише романи и разкази. Освен това се изявява като ландшафтен дизайнер, интериорен дизайнер и модна личност на своето време. Документалните ѝ книги за дома и градината са щедро илюстрирани с италиански вили и техните градини.
През 1911 г. се премества в Париж. След избухването на Първата световна война поддържа френските военни усилия и работи в благотворителни организации. През 1914 г. открива работна зала за безработни жени. След нахлуването на германците в Белгия през есента на 1914 г. създава американски хостели за бежанци, които им съдействат за осигуряване на подслон, храна, дрехи и работа. В началото на 1915 г. организира спасителния комитет „Децата на Фландрия“, който дава подслон на близо 900 белгийски бежанци останали без дом от бомбардировките. Същевременно посещава фронта с Уолтър Бери, резидент на Американската търговска камара в Париж, и пише поредица от статии. За дейността си, през 1916 г. е удостоена с отличието Кавалер на Ордена на Почетния легион.
През войната продължава да пише, включително романите „Лято“, „Марна“ и „Син на фронта“. След бурните години в Париж се премества в Сейнт Брис сю Форе, закупувайки къща от осемнадесети век, която нарича „Павилион Коломб“. Прекарва лятото там, а зимите на френската Ривиера в Сент Клер дю Вито Шато в Йер. Сред нейните гости и близки приятели са Жан Кокто, Андре Жид, Синклер Луис, президента Теодор Рузвелт, Скот Фицджералд и Хенри Джеймс.
В Прованс завършва известният си роман „Невинни години“ публикуван през 1920 г. Книгата представя трима заможни американци, оплетени в любовен триъгълник, сред великолепието и лицемерието на висшето общество през 70-те години на 19 век. Нюлънд Арчър е известен адвокат, който е женен за твърде обикновената Мей Уелънд, но е привлечен от братовчедката на Мей, разведената графиня Елън Оленска, и трябва да избира между спокойния семеен живот и света на Елън, за който мечтае. През 1921 г. за романа си е удостоена с наградата „Пулицър“. Книгата получава номинации и за Нобелова награда. През 1924 г. е екранизирана в едноименния филм с участието на Едит Робъртс, Елиът Декстър и Уилард Луи, през 1934 г. с участието на Ирен Дън и Джон Болс, а през 1993 г. с участието на Даниъл Дей-Люис, Мишел Пфайфър и Уинона Райдър.
През 1923 г. писателката е удостоена с отличието „доктор хонорис кауза“ от Йейлския университет.
През 1934 г. е публикувана автобиографичната ѝ книга „Обратен поглед“. Много от романите и разказите ѝ са филмирани заради реалното отразяване на социалния живот в обществото по нейно време.
Едит Уортън умира от инфаркт на 11 август 1937 г. в Сейнт Брис сю Форе, Франция. Погребана е с почести в Американското гробище във Версай.
Включена е в Националната дамска зала на славата през 1996 г.

## Произведения

### Самостоятелни романи
- The Touchstone (1900)
- Crucial Instances (1901)
- The Valley of Decision (1902)
- Sanctuary (1903)
- The House of Mirth (1905)
- The Fruit of the Tree (1907)
- Madame de Treymes (1907)
- Ethan Frome (1911)
В снега, изд. „Съгласие“ (1941), прев. Мария Сеизова-Юрукова
Итън Фром, сп. „Съвременник“ бр.4 (2013), „Апостроф“ (2016), прев. Йордан Костурков
- The Reef (1912)
Рифът, изд. „Жар-Жанет Аргирова“ (2017), прев. Йордан Костурков
- The Custom of the Country (1913)
- Summer (1917)
Лято, изд. „Апостроф“ (2017), прев. Йордан Костурков
- The Marne (1918)
- The Age of Innocence (1920)
В блаженото време на невинността, изд.: „Съгласие“ (1927), прев. Живка Драгнева
Невинни години, изд.: „Отечество“, София (1994), изд. „Апостроф“ (2015), прев. Марина Кънева
- The Glimpses of The Moon (1922)
- A Son At The Front (1923)
- The Mother's Recompense (1925)
- Twilight Sleep (1927)
- The Children (1928) – издаден и като „The Marriage Playground“
- Hudson River Bracketed (1929)
- Certain People (1930)
- The Gods Arrive (1932)
- Human Nature (1933)
- The Buccaneers (1938) – с Марион Мейнуеринг

### Серия „Стария Ню Йорк“ (Old New York)
1. False Dawn (1924)
2. The Old Maid (1924)
3. The Spark (1924)
4. New Year's Day (1924)

### Новели
- Fast and Loose (1877)
- The Triumph of Night (1914)
- Kerfol (1916)

### Сборници
- Verses (1878) – поезия
- The Greater Inclination (1899)
- The Descent of Man (1904)
- The Hermit and the Wild Woman (1908)
- Artemis to Actaeon (1909) – поезия
- Tales of Men and Ghosts (1910)
- The Book of the Homeless (1916)
- Xingu (1916)
- Here and Beyond (1926)
- Twelve Poems (poems) (1926)
- The World Over (1936)
- Ghosts (1937)

### Документалистика
- The Cruise of the Vanadis (1888)
- The Decoration of Houses (1897) – с Огдън Кодмън
- Italian Villas and Their Gardens (1904)
- Italian Backgrounds (1905)
- A Motor-flight Through France (1908)
- Fighting France (1915)
- French Ways and Their Meaning (1919)
- In Morocco (1920)
- The Writing of Fiction (1925)
- A Backward Glance (1934) – автобиография
- Edith Wharton Abroad (1995)
- The Uncollected Critical Writings (1996)
- Yrs. Ever Affly (1999)

### Екранизации
- 1918 The House of Mirth
- 1923 The Glimpses of the Moon
- 1924 The Age of Innocence
- 1929 The Marriage Playground – по романа „The Children“
- 1934 The Age of Innocence
- 1934 Strange Wives – по разказа „Bread Upon the Waters“
- 1939 The Old Maid
- 1951 The Ford Theatre Hour – ТВ сериал, 1 епизод
- 1951 Lights Out – ТВ сериал, по разказа „Pomegranate Seed“, 1 епизод
- 1952 Goodyear Television Playhouse – ТВ сериал, 1 епизод
- 1953 General Electric Theater – ТВ сериал, 1 епизод
- 1954 Kraft Television Theatre – ТВ сериал, 1 епизод
- 1955 – 1956 Matinee Theatre – ТВ сериал, 6 епизода
- 1981 Great Performances – ТВ сериал, 1 епизод
- 1983 The House of Mirth – ТВ филм
- 1983 Shades of Darkness – ТВ сериал, 3 епизода
- 1990 The Children
- 1993 Ethan Frome – по романа
- 1993 Невинни години, The Age of Innocence
- 1995 The Buccaneers – ТВ минисериал
- 1999 The Reef
- 2000 The House of Mirth – по романа „The House of Mirth“
- 2010 Edith Wharton's Ethan Frome
- 2011 Life